# 杨秀华
杨秀华（1963年11月—），是中华人民共和国女性政治人物。她来自河北承德，是中国共产党党员，曾任河北省承德县下板城镇朝梁子村党支部书记，第十一、十二届全国人民代表大会河北地区代表。

## 生平
毕业于承德职业学院。2008年当选第十一届全国人大代表。2013年当选第十二届全国人大代表。